# Deutsches Höhlenmuseum Iserlohn

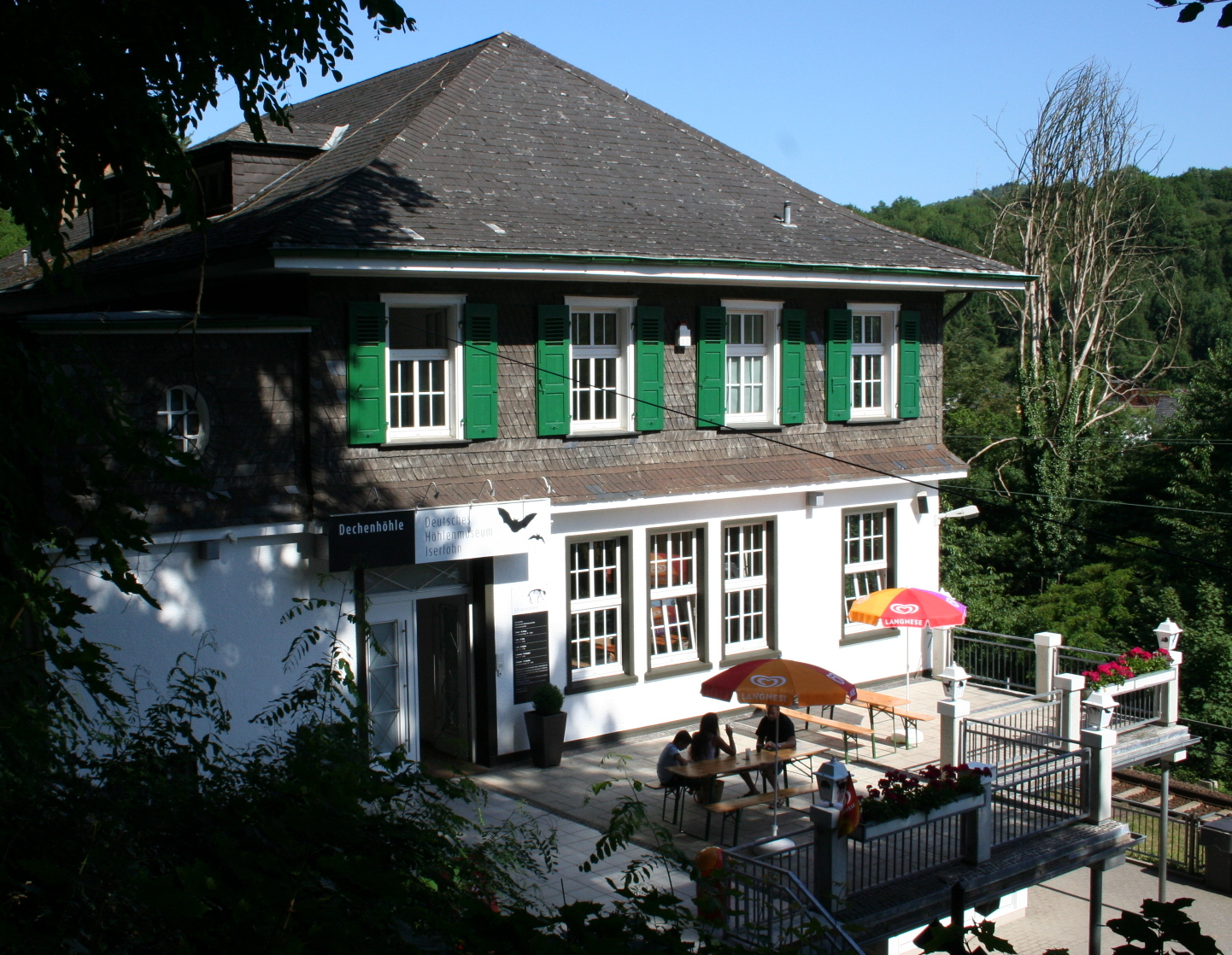
Gebäude des Museums

Das Deutsche Höhlenmuseum Iserlohn im Stadtteil Grüne der Stadt Iserlohn ist das größte deutsche Museum für Höhlenkunde. Es ist in einem ehemaligen Bahnhof an der Strecke Letmathe–Iserlohn untergebracht. Der Haltepunkt Letmathe–Dechenhöhle wird vom Flügelzug der Ruhr-Sieg-Bahn aus Hagen bzw. vom Ruhr-Lenne-Express aus Essen im (Halb-)Stundentakt bedient.
Das im Juni 2006 eröffnete Museum will auf 600 m² Fläche auf moderne Art alles zum Thema „Höhle“ präsentieren. Neben den üblichen Vitrinen mit Steinen und Knochen sind die lebensgroßen Nachbildungen eines Höhlenlöwen und eines Höhlenbären zu sehen. Bekannte Höhlenmalereien aus ganz Europa wurden auf eine Wand kopiert. Auch Landschaftsminiaturen, ausgeleuchtete Modelle, ein Aquarium mit Höhlenfischen und ein kleiner Filmsaal sollen den Ansprüchen guter Museumspädagogik gerecht werden. Im abgedunkelten „Klangraum“ ist das Tropfen von Wasser auf Stalagmiten zu hören.
Speziell für Kinder gibt es eine Spielecke, eine Räuber- und eine Kriechhöhle sowie die Möglichkeit, Fabelwesen auf einem Rätselbild zu entdecken. Das Museumsgebäude dient als Portal zur Dechenhöhle. Vorläufer des Museums war ein ab 1967 in einem Gasthof und ab 1979 an der Dechenhöhle untergebrachtes Privatmuseum, das 1987 als Höhlenkundemuseum Dechenhöhle neu eröffnet wurde.